# Ambang
Ambang je v současnosti nečinný vulkanický komplex, nacházející se v severním rameni indonéského ostrova Celebes. Vrchol vulkánu je tvořen pěti fumarolovými poli a několika krátery s průměrem až 400 m.